# 32-й саммит G8

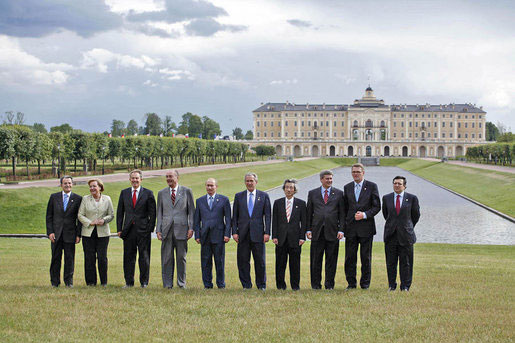
Участники саммита на фоне Константиновского дворца

32-й саммит глав государств и правительств «Большой восьмёрки» (G8) — встреча на высшем уровне, проходившая в Константиновском дворце в Стрельне с 15 по 17 июля 2006 года.
Международная встреча глав государств и правительств:
- Россия — Владимир Путин
- США — Джордж Буш
- Франция — Жак Ширак
- Германия — Ангела Меркель
- Италия — Романо Проди
- Великобритания — Тони Блэр
- Канада — Стивен Харпер
- Япония — Дзюнъитиро Коидзуми
- Европейский союз (Еврокомиссия) — Жозе Мануэл Баррозу; Матти Ванханен (Финляндия)

Наблюдатели:
- Нурсултан Назарбаев, Казахстан, СНГ
- Луис Инасиу да Силва, Бразилия
- Висенте Фокс, Мексика
- Табо Мбеки, ЮАР
- Манмохан Сингх, Индия
- Ху Цзиньтао, Китай
- Дени Сассу-Нгессо, Республика Конго, Африканский союз

Представители: МАГАТЭ, ЮНЕСКО, ВТО, ООН, ВОЗ, Всемирный банк.

## Цель саммита
- Открытая торговля между Россией и США, в том числе обсуждение вступление России в ВТО.
- Авиастроение, ухудшение производительности авиакомпании Airbus и Boeing.
- Бесплатные энергетические рынки:
  - сокращение экспорта энергоносителей в Нигерии, Венесуэле и Персидском заливе в последние недели из-за различных политических и технических вопросов;
  - права на разведку и разработку природного газа в России и в северной части Атлантического океана / Балтийское море;
  - альтернативные виды энергии и развитие водорода в качестве экономически жизнеспособной энергетическиой платформы.
- Безопасность в военном и финансовом обеспечении будущих поставок энергоресурсов.
- Обсуждение экономических последствий глобальной нестабильности, наркотиков и терроризма.
- Образование для развитых стран; поощрение бизнеса, поддерживающего образование.
- Глобальная система мониторинга инфекционных заболеваний.
- Израильско-Ливанский конфликт[1].

## Культурная программа
- Итальянские выставки в Эрмитаже, среди которых «Путешествие по Средиземноморью», выставка, посвящённая искусству Англии, специальные экспозиции Канады, США, Голландии.
- В Петергофе выступали известные российские певцы, музыканты и танцоры. Наиболее сильное впечатление на участников саммита произвело выступление чеченского детского хореографического ансамбля имени Зии Бажаева.
- Программа саммита была ограничена пределами Константиновского дворца, чтобы не нарушать ритм жизни петербуржцев.

## Хроника подготовки
- Подготовка и проведение саммита «Большой восьмёрки» в Санкт-Петербурге обошлись России почти в 40 миллиардов рублей. Эта сумма превышает затраты на организацию предыдущей встречи глав государств G8, которая прошла в Великобритании, почти в десять раз. Тогда стоимость саммита составила 80 миллионов фунтов или четыре миллиарда рублей.
- По сведениям газеты, реставрация фасадов зданий, которые находятся на пути следования из аэропорта «Пулково», стоила 5,5 миллиардов рублей.
- Усовершенствование взлётно-посадочной полосы самого аэропорта обошлось в 4 миллиарда рублей, а на реконструкцию кольцевой дороги в Санкт-Петербурге было израсходовано 4,4 миллиарда рублей. Таким образом, без учёта прямых расходов (3,2 миллиарда рублей) было затрачено 13,9 миллиардов рублей.
- Кроме того, сборный павильон в Стрельне, в котором работали журналисты, стоил 270 миллионов рублей, на ремонт участка Красносельского шоссе от Петергофского до Волхонского шоссе было истрачено 700 миллионов рублей. 3,2 миллиарда рублей было израсходовано на покупку транспорта для участников G8.
- Аренда коттеджей на три дня на территории Константиновского дворца, в которых проживали лидеры стран G8, стоила 300 тысяч долларов. Примерно в такую же сумму обошлось проживание журналистов, аккредитованных на саммите, в гостинице «Балтийская звезда». Кроме того, один обед в Петродворце для глав государств обошёлся в один миллион долларов.
- Управляющий делами президента, заместитель председателя оргкомитета G8 Владимир Кожин заявил, что после саммита будут выставлены на продажу электромобили, на которых передвигались лидеры «Большой восьмёрки». Также он пообещал, что 300 из 800 компьютеров, которые находились в пресс-центре G8, передадут школам Санкт-Петербурга, сообщает издание «Газета».

Ранее Владимир Кожин заявлял, что на проведение саммита было затрачено 10,7 миллиардов рублей. По его словам, прямые расходы составили 3,2 миллиарда рублей, остальные средства пошли на усовершенствование взлётно-посадочной полосы аэропорта «Пулково», строительство и реконструкцию автодорог и городской инфраструктуры. Однако даже если просто сложить данные по затратам на организацию саммита, которые приводит газета «Новые Известия», то полученная цифра перекрывает сумму официальной стоимости проведения G8 более чем в два раза. Напомним, что устроителям саммита «Большой восьмёрки» в 2005 году удалось «вернуть» 65 миллионов фунтов из 80 потраченных.

## Особенности проведения
- Лучшее в мире мероприятие 2006 года по версии агентства «PR World».
- Участникам был оказан тёплый, дружественный приём и все необходимые условия для плодотворной работы. Помимо глав стран-участниц саммит принял руководителей ещё более чем 30 государств и порядка 3000 журналистов.
- Интересен тот факт, что флаг Японии, изготовленный специально для павильона иностранных делегаций, так сильно понравился представителям японского руководства, что организаторам пришлось в срочном порядке найти резервный экземпляр и подарить его гостю.
- Корреспонденты из США скупили практически весь запас флажков с изображением эмблемы саммита. Большим спросом пользовались также вымпелы, бейсболки и футболки с символикой России и Саммита[3].

## Протесты
В Санкт-Петербурге во время акций протеста: задержаны десятки антиглобалистов и нацболов.
Накануне в Петербурге прошли сразу две акции протеста против саммита. Одна из них закончилась потасовкой с милицией, в ходе которой были арестованы организатор Российского социального форума, руководитель «Левого фронта» Илья Пономарёв и лидер движения «Авангард красной молодёжи» (АКМ) Сергей Удальцов. Кроме них милиция задержала ещё около 30 человек, участвовавших в шествии от БКЗ «Октябрьский» до площади у ТЮЗа, организованном КПРФ и РКРП. Параллельно на стадионе имени Кирова участники Российского социального форума пытались произвести «прорыв» через милицейские кордоны, чтобы пройтись шествием до крейсера «Аврора».

## Отзывы
Лидеры стран G8 поблагодарили президента России и всех россиян за прекрасное проведение саммита «большой восьмёрки». «Все подготовлено замечательно, на очень высоком уровне», — сказал премьер-министр Великобритании Тони Блэр. По его словам, "Россия прекрасно провела саммит и прекрасно председательствует в «большой восьмёрке».
Президент России Владимир Путин заявил на пресс-конференции в Стрельне, что саммит стран «восьмёрки» удался. Касаясь главных итогов завершившегося саммита, российский лидер сказал: «Нам удалось согласовать подходы в решении ключевых проблем». По его словам, такими проблемами являются вопросы энергобезопасности. «Мы постарались наилучшим образом выполнить взятые в рамках „восьмёрки“ обязательства. Мы избрали несколько вопросов, и как оказалось, выбор был правильный», — отметил Путин.
В прессе:
- Liberation: «Россия уже не нуждается в уроках демократии от своих гостей».
- The Washington Post: «Россия и её элита ни в коей мере не хотят изоляции. Путин хочет признания лидирующей позиции России на мировой арене и уважения к её интересам».
- Los Angeles Times: «Вашингтон должен смириться с тем, что нынешний Кремль будет энергично отстаивать национальные интересы России и не станет уклоняться от конкуренции с Западом в борьбе за политические и экономические преимущества»[6].
- BBC-news: «Возрождающаяся Россия»

«Семь стран из G8 хотят поставок энергоносителей из России, опасаясь чрезмерного влияния России на собственную экономику», говорит BBC-корреспондент Эндрю Уолкер. «Россия, в свою очередь хочет, чтобы её клиенты были в безопасности. Обсуждение проходило в контексте новых максимальных цен на нефть, которые дали толчок по последним боевым действиям на Ближнем Востоке».
Корреспондент BBC Джонатан Маркус говорит, что «возрождающаяся Россия готова играть роль на мировой арене и саммит G8 предоставляет именно такую платформу для Путина». Для американцев существует фундаментальная двойственность в отношениях с Москвой. Буш должен держать его отношения с Путиным на ровном уровне, но многих в США волнует вопрос сбоев русской демократии.

## Гражданская восьмёрка
Гражданская восьмёрка — проект, который был запущен рамках председательства России в Большой восьмёрке в 2006 году. В рамках «Гражданской восьмёрки» проводились форумы и консультации. Цель — обсуждение актуальных проблем мирового развития, выработка рекомендаций и предложений для саммита и руководителей стран-членов Большой восьмёрки.
В период председательства России в 2006 году приоритетными проблемами являлись энергетическая безопасность, образование и здравоохранение. Также были подняты и другие темы важные для международного сообщества — это борьба с международным терроризмом, нераспространение оружия массового уничтожения, международная торговля, финансирование для развития и др.